# 십분각 (점성술)
십분각(十分角) 또는 데칸(decan, /ˈdɛkənz/)(이집트어 바큐)는 지구의 자전 동안 지평선에서 연속적으로 떠오르는 36개의 항성군(작은 별자리)이다. 고대 이집트인들에게 각각의 십분각의 출현은 야간의 데칸식 "시(時, hour)"(그리스어 호라)의 시작을 타나냈으며, 제9~10 왕조 때(서력기원전 2100년경)를 시작으로 그것들은 항성 시계로 사용되었다.
열흘마다 새로운 데칸이 태양과 함께 나타났기 (즉, 십도의 새로운 항성 무리가 태양 빛에 의해 가려진 기간이 지난 후 새벽에 동쪽 하늘에서 재출현 했기) 때문에, 고대 그리스인들은 그것들을 데카노이(단수형: 테카노스) 또는 "십분각"들이라 불랐다. (그리고, 십분각의 개념이 인도에 다다랐을 때, 그들은 그것을 산스크리트어로 드레카나라고 불렀다.) 결국에, 그러한 데칸에 의해 예측 가능한 태양과 함께 재출현은 이집트인들에게 그들의 연중 태양력의 분할을 표시하는 데 사용되었다. 따라서, 시리우스의 신출은 나일 강의 연중 범람을 알렸다.
결국, 이 체계는 계절에 따라 길이가 다양한 길이를 가지는 낮의 12시간과 밤의 12시간의 한 체계를 야기했다. 후일에, 24개의 평분시(平分時) 체계가 사용되었다.
이집트에 점성술이 소개된 이후, 십분각들에 점성학적 의미를 귀속시키는 여러 체계가 등장했다. 예를 들면, 십분각은 여러 질병과 그것들을 낫게 하기 위한 부적을 만드는 시간의 선정과 관계되었다. 테칸의 "페이스(face)"(또는 "위상(位相, phase)")는 세 개씩의 십분각이 각각의 황도대 별자리의 각각 10°씩에 할당되는 체계로써, 각각 주인 행성에 의해서 통치되며(아래 참조), 점성학적 별자리와 상관된다.
르네상스 내내 점성술과 마술에 있어서 데칸의 사용이 지속되었지만, 현대 점성가들은 그것을 거의 전적으로 무시한다.

## 고대 이집트 기원
데칸은 제10왕조(서력기원전 2100년)의 관뚜껑에서 처음 나타났다. 그것의 항성의 연속되는 양식은 소티스 또는 시리우스에서 시작되었고, 각각의 데칸은 신들과 상응하는 항성들의 무리를 포함했다. 시간 측정에 있어서, 데칸의 출몰은 시(時, hour)를 표시했고 열흘씩의 집합은 이집트의 달력을 구성했다.
태양년에 근거하는 한해인 365일을 만들기 위해서, 36 개의 데칸(36 X 10 = 360일)이 있었다. 현재의 항성시와 태양년으로 측정된 그 데칸들은 6시간이 더 길다. 이집트의 역법에서는 1460년마다 소티스년과 태양년이 재편성된다. (세티 1세와 같은) 더 후일의 왕조들의 관뚜껑에서 표현된 데칸은 초기의 데칸의 묘사에 비한 소티스와 태양의 사이의 이동을 증명한다.

## 십분각표
다음은 행성의 십분각(또는 페이스 또는 데카나테)표이다.
| 별자리     | 첫 번째 십분각의 주인 (0~9.999도) | 두 번째 십분각의 주인 (10~19.999도) | 세 번째 십분각의 주인 (20~29.999도) |
| ---------- | --------------------------------- | ----------------------------------- | ----------------------------------- |
| 양자리     | 화성                              | 태양                                | 목성                                |
| 황소자리   | 지구                              | 세레스                              | 토성                                |
| 쌍둥이자리 | 수성                              | 금성                                | 천왕성                              |
| 게자리     | 달                                | 명왕성                              | 해왕성                              |
| 사자자리   | 태양                              | 목성                                | 화성                                |
| 처녀자리   | 세레스                            | 토성                                | 지구                                |
| 천칭자리   | 금성                              | 천왕성                              | 수성                                |
| 전갈자리   | 명왕성                            | 해왕성                              | 달                                  |
| 사수자리   | 목성                              | 화성                                | 태양                                |
| 염소자리   | 토성                              | 지구                                | 세레스                              |
| 물병자리   | 천왕성                            | 수성                                | 금성                                |
| 물고기자리 | 해왕성                            | 달                                  | 명왕성                              |

(릴리의) 본질적 위계 참조.
위의 표에서의 주인지위는 행성의 "칼데아식" 순서 예를 들면, 토성, 목성, 화성, 태양, 금성, 수성, 달 순서의 반복 양식을 따르고 있음을 유의할 필요가 있다. 그러한 행성 순서는 지구로부터 관측되는 각각의 행성의 이동 속도에 대한 개념이 반영되어, 태양이 연속체의 중심에 놓이고 태양과 지구 사이의 행성들은 한쪽에 그리고 바깥 행성들은 다른 한쪽에 놓인다.
중세 점성술에서, 행성의 전체적 강도에서 약 1/15 만을 표현하는 데칸 또는 페이스는 본질적 위계에서 최소의 중요도를 가진다.

## 고대 인도
인도에서 황도대의 십도씩의 36개 구간으로의 분할은 드레카나(drekkāṇa)나 드레스카나(dreṣkāṇa) 또는 드리카나(dṛkāṇa)고 불린다.
드레카나의 사용과 그것의 도상은 야바나자카타(269~70년)의 스푸지드바자에 최초의 언급이 있으며, 브리하트-삼히타(550년)의 바라하미히라에서 상세히 다루어진다. 현대의 학자들은 이집트인들로부터 그것을 배운 그리스인들을 통해 인도로 유입되었다고 여긴다.
인도 점성술에는 드레카나의 사용에 대한 여러 가지 방법이 있다. 별자리의 순서에서, 파리브리티 드레카나는 별자리의 순서로 진행되는데, 첫 번째 십분각은 양자리이며 두 번째 십분각은 황소자리, 세 번째 십분각은 쌍둥이자리 그리고 네번째 십분각은 게자리인 등이다. 그리고, 각각의 별자리에는 원소를 공유하는 삼궁이 있다. 예를 들면 양자리에는 양자리와 사자자리 그리고 사수자리가 있으며, 황소자리에는 황소자리와 처녀자리 그리고 염소자리가 있는 등이다. 트레카나를 배치하는 방법은 총 네 가지이다. 인도의 점성가들은 예언을 목적으로 그러한 별자리(바르가)를 계산하여 그러한 별자리 배치에 근거하는 새로운 천궁도를 생성한다.

## 같이 보기
- 나크샤트라
- 성군
- 세넨무트 무덤의 천문 장식
- 이집트의 천문학
- 우세선 (점성술)